# Федоровськіт
Федоровськіт (англ. fedorovskite; нім. Fedorowskit m, Fedorovskit m) — мінерал кальцію, магнію і бору.
Названий за прізвищем радянського мінералога М. М. Федоровського.

## Опис
Хімічна формула:
- 1. За К.Фреєм, Г.Штрюбелем та З. Х. Ціммером: Ca2Mg2[(OH)4|B4O7(OH)2].
- 2. За «Fleischer's Glossary» (2004): Ca2(Mg, Mn)2B4O7(OH)6.

Сингонія ромбічна. Ромбо-дипірамідальний вид. Форми виділення: волокнисті аґреґати, двійники. Спайність довершена по (100). Густина 2,7. Тв. 4,5. Колір бурий. Супутні мінерали: сахаїт, фроловіт, уралборит.

## Розповсюдження
Знахідки: Солонго, Бурятія (Російська Федерація).